# Poběžovice u Holic
Pour les articles homonymes, voir Poběžovice (homonymie).
Poběžovice u Holic (en allemand : Pobieschowitz) est une commune rurale du district et de la région de Pardubice, en République tchèque. Sa population s'élevait à 309 habitants en 2024.

## Géographie
Poběžovice u Holic se trouve à 4 km au nord de Holice, à 18 km au nord-est de Pardubice, à 18 km au sud-est de Hradec Králové et à 112 km à l'est de Prague.
La commune est limitée par Nová Ves au nord, par Borohrádek à l'est, par Veliny et Holice au sud, et par Vysoké Chvojno à l'ouest.

## Histoire
La première mention écrite du village date de 1494.

## Galerie

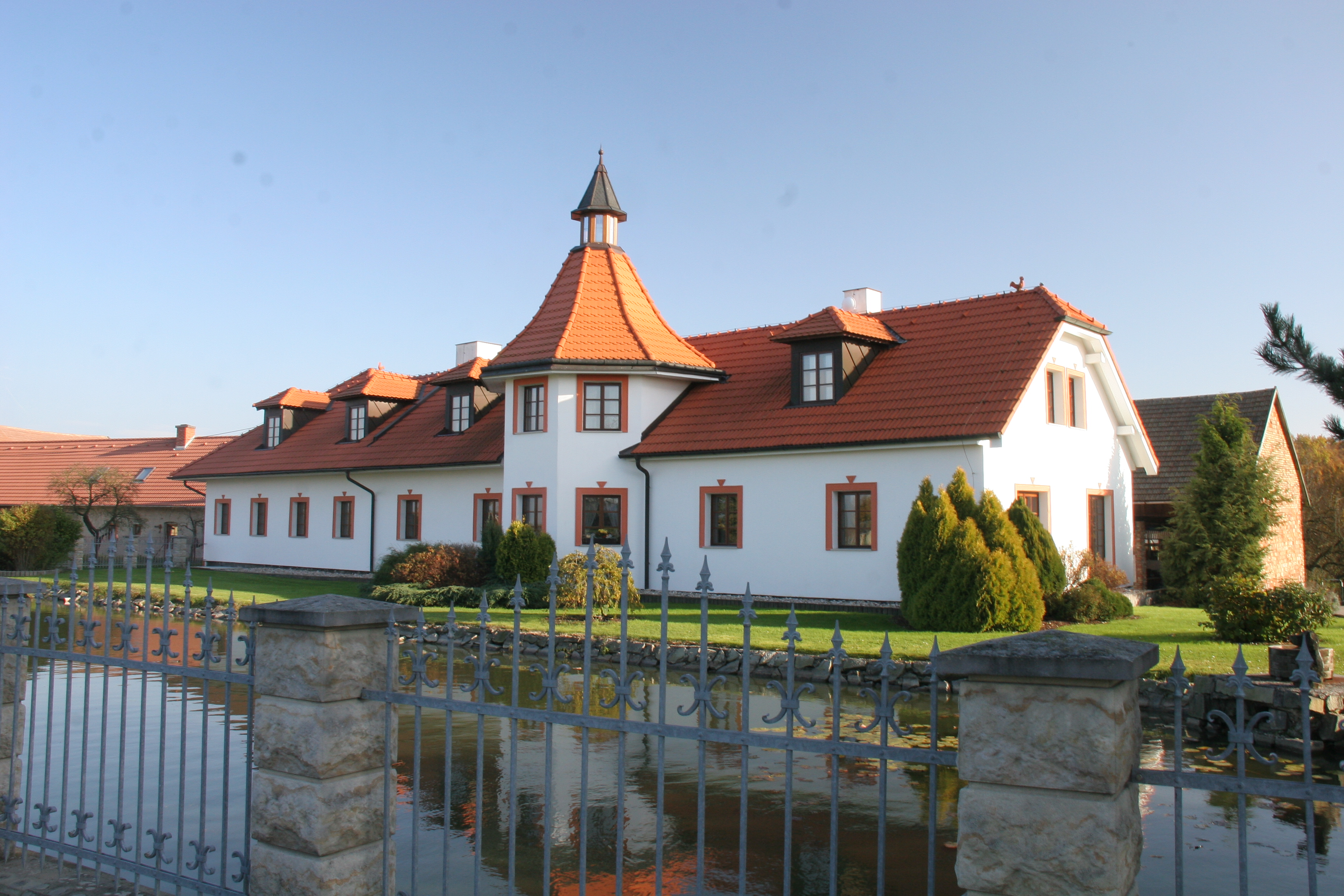
Maison à Poběžovice.
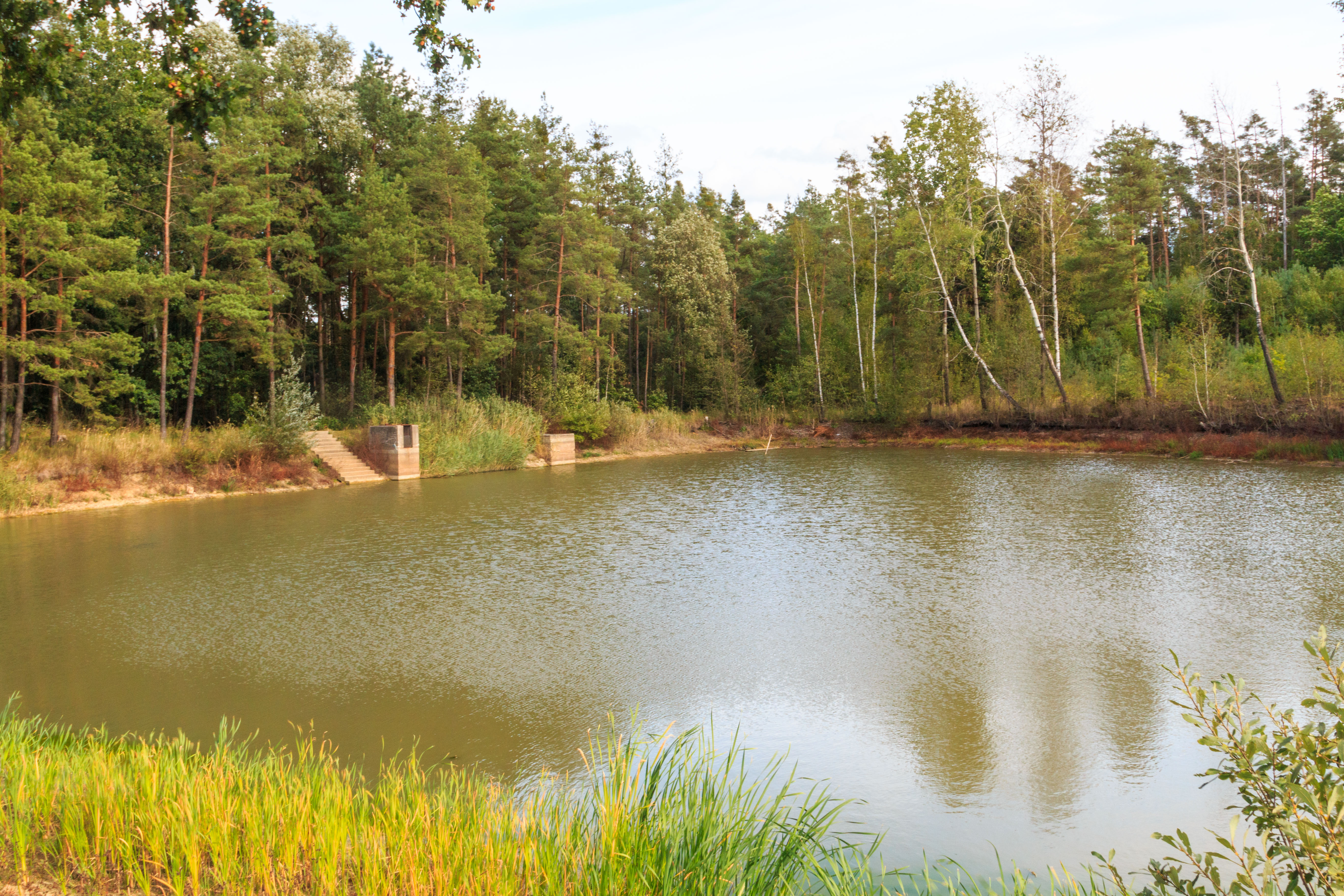
Étang à Poběžovice.

## Transports
Par la route, Poběžovice u Holic se trouve à 4,5 km de Holice, à 22 km de Pardubice et à 129 km de Prague. 